# Käku
Käku is een plaats in de Estlandse gemeente Saaremaa, provincie Saaremaa. De plaats heeft de status van dorp (Estisch: küla).
Tot in december 2014 behoorde Käku tot de gemeente Kaarma, tot in oktober 2017 tot de gemeente Lääne-Saare en sindsdien tot de fusiegemeente Saaremaa.

## Bevolking
Het dorp had 36 inwoners op 31 december 2011 en 31 inwoners op 31 december 2021.

## Geschiedenis
Käku werd voor het eerst genoemd in 1685 onder de naam Keko Rein als boerderij op het landgoed van Kaarma-Loona (Duits: Klausholm). In 1731 werd Käku genoemd als dorp onder de naam Kecko.
In 1977 werd Käku bij Jõe gevoegd. Het nieuwe dorp kreeg de naam Loona. In 1997 werden de twee dorpen weer uit elkaar gehaald en verdween de naam Loona.